# Barabazar
Barabazar là một thị trấn thống kê (census town) của quận Puruliya thuộc bang Tây Bengal, Ấn Độ.

## Nhân khẩu
Theo điều tra dân số năm 2001 của Ấn Độ, Barabazar có dân số 7572 người. Phái nam chiếm 53% tổng số dân và phái nữ chiếm 47%. Barabazar có tỷ lệ 67% biết đọc biết viết, cao hơn tỷ lệ trung bình toàn quốc là 59,5%: tỷ lệ cho phái nam là 75%, và tỷ lệ cho phái nữ là 58%. Tại Barabazar, 13% dân số nhỏ hơn 6 tuổi.